# Portugiesische Birnenquitte

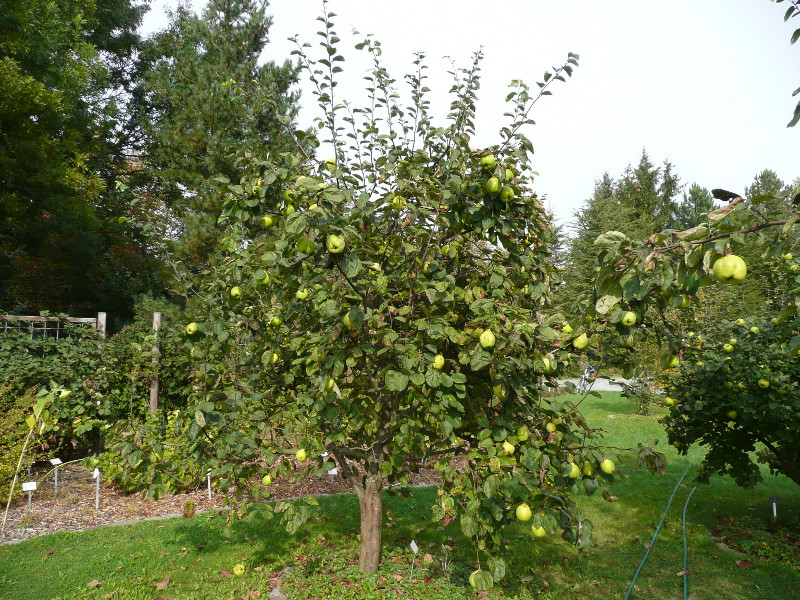
Bäumchen der Sorte ‘Portugiesische Birnenquitte’

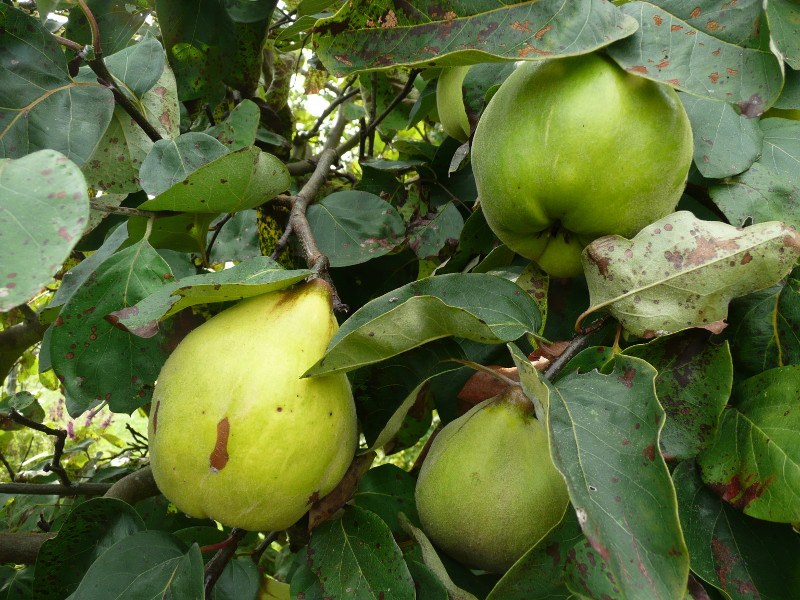
Unreife Früchte am Baum

Die ‘Portugiesische Birnenquitte’, auch ‘Portugiesische Quitte’ oder ‘Portugieser’, ist eine weitverbreitete Kultursorte der Quitte. Sie wird als Obstbaum angepflanzt und wegen der großen Laubblätter auch als Zierpflanze verwendet. 

## Sorteneigenschaften
Die Sorte ‘Portugiesische Quitte’ gilt als anspruchslos und wächst sehr stark; sie trägt schon früh und reichlich; ihre Früchte erreichen eine mittlere Größe und sind meist birnenförmig. Eine typische Frucht ist 9 cm lang und 6 cm breit. Ihre Oberfläche ist uneben und etwas beulig. Die strohgelbe Schale ist mit gelblicher Wolle überzogen, um den Kelch ist sie oft berostet. Die Früchte sind sehr saftig und haben ein angenehmes Aroma.